# 神啊！请多给我一点时间
《神啊！请多给我一点时间》是富士电视台於1998年7月7日至9月22日播放之電視劇，由金城武主演。平均收视率達22.6%，最高更收视率更達28.3%。
這是一部以感染HIV病毒為主題的作品，本劇的後期劇情具有對HIV病毒引發愛滋病的正視及適當求助等教育之意味，值得人們省思。
男主角金城武憑藉此劇正式於日本走紅，成功開拓當地市場。
深田恭子與仲間由紀惠也以此劇開始走紅。

## 故事大綱
述說因援交而染上HIV病毒發展成愛滋病的女高中生和知名音樂製作人之間的愛情故事。

女高中生叶野真生（深田恭子飾）得到一張演唱會門票，期待一睹著名音樂製作人石川啟吾（金城武飾）的風采，豈料遇到一名變態的男子而丟失，結果不惜援助交際，以賺取購買門票的費用。演唱會結束後回程時，真生遇到啟吾乘坐的車子，於是拉起橫額表達對他的熱愛，啟吾見到後就帶真生回到自己的住所，從中發現真生對自己有所了解。雖然他們開始交往，但真生卻因為先前的援交而感染了HIV病毒。啟吾從真生絕望的表情，想起他死去的女友…。

### 登場人物
| 演員         | 角色     | 介紹 |
| 金城武       | 石川啓吾 | 在美國長大的著名音樂創作人，因一段悲慘過去而成為一個冷酷、傲慢又孤僻的人。他已寫不出好的作品，每天過著行屍走肉的生活。                                                                        |
| 深田恭子     | 野真生   | 高中生，是啟吾的頭號歌迷，為了購買啟吾演唱會的門票，不惜下海援交。對感情率直奔放，並漸漸融化啟吾冰冷的心。                                                                                    |
| 加藤晴彥     | 日比野勇 | 雜貨店店員，是真生唯一談心的好朋友。 |
| 仲間由紀惠   | 瀧村薰   | 由啟吾擔任製作人的女歌手，是啓吾前女友的妹妹，在姊姊過世後自己也情不自禁地愛上啓吾，十分嫉妒啓吾和真生之間的感情，於是編造謊言企圖拆散他們。                                                  |
| 田中好子     | 叶野彌榮子 | 真生的母親，每天為了家庭心力交瘁，並與公司同事大談不倫戀。 |
| 平田滿       | 野義郎   | 真生的父親，生活以工作為重心，完全不管家事。 |
| 宮澤理惠     | 瀧村裡沙 | 啟吾的前女友，亦是薰的姊姊。由於她的香消玉殞，使啟吾陷入了無盡的悲痛之中。 |
| 矢澤心       | 織田麻美 | 真生的同學兼摯友。對於真生因交友不慎而造成無法挽回的後果一事，起初也和其他人一樣，對真生產生恐懼而與其疏離，但後來意識到自己的不應該，便重新接納了真生。                                      |
| 東根作壽英   | 久保隆   | 啟吾的經理人，兼任司機。 |
| 田中有紀美   | 田村香奈 | 勇在雜貨店的女同事。 |
| 竹下宏太郎   | 伊澤浩之 | 真生母親的外遇對象。由於彌榮子的丈夫（真生父親）知道了他們的事，原本應該會分開，但因真生父親的成全而如願和彌榮子在一起。                                                                      |
| 永堀剛敏     | 野口孝明 | 真生的援交對象，是一位沒正常戀愛經驗、性經驗都經由買春的上班族，亦是真生染病的源頭。但其本人先前也不曉得自己已染上HIV病毒，得知真生之事後也相當愧疚。並非什麼不良份子，只是希望能夠擺脫空虛。 |
| 伊佐山ひろ子 | 平塚醫師 | 真生的主治醫師。 |
| 益岡徹       | 有田佳克 | 啟吾所屬事務所的社長。 |
| 碇由貴子     | 石川幸   | 啟吾與真生的女兒，真生病逝後跟啟吾相依為命。 |

## 主題曲
- 主題曲：「I for You」LUNA SEA
- 插曲：「in the sky」「きらら」工藤静香

## 收視率
| 各話                                                       | 放送日        | 副標題                                          | 中譯副標題                      | 導演     | 收視率 |
| ---------------------------------------------------------- | ------------- | ----------------------------------------------- | ------------------------------- | -------- | ------ |
| 第1話                                                      | 1998年7月7日  | 命を懸けた恋が今始まる…エイズウイルス感染の告知 | 性命威脅的開始…愛滋病的感染通知 | 武内英樹 | 18.2%  |
| 第2話                                                      | 1998年7月14日 | 好き…貴方が命を奪ったとしても                   | 喜歡你…即使被你殺了             | 武内英樹 | 24.6%  |
| 第3話                                                      | 1998年7月21日 | 生きている…その喜びと悲しみよ                   | 活下去…喜悅和悲傷               | 田島大輔 | 21.4%  |
| 第4話                                                      | 1998年7月28日 | 最後の愛を失った時少女は…                       | 當失去最後戀愛的少女…           | 田島大輔 | 22.3%  |
| 第5話                                                      | 1998年8月4日  | 心開いてご覧…君は一人じゃない                   | 敞開心房…你並不是一個人         | 岩本仁志 | 20.4%  |
| 第6話                                                      | 1998年8月11日 | 生きるための闘い…勇気を下さい                   | 努力活著…請給我勇氣             | 岩本仁志 | 21.7%  |
| 第7話                                                      | 1998年8月18日 | 好きじゃなきゃ、生きていけない                  | 雖然喜歡…但卻無法再活下去       | 武内英樹 | 19.6%  |
| 第8話                                                      | 1998年8月25日 | お前を死なせない                                | 我不會讓妳死                    | 田島大輔 | 24.1%  |
| 第9話                                                      | 1998年9月1日  | 運命が愛を踏みにじる                            | 踐踏愛情的命運                  | 武内英樹 | 24.8%  |
| 第10話                                                     | 1998年9月8日  | 二人、結ばれる夜                                | 倆人…抉擇的夜晚                 | 西浦匡規 | 24.0%  |
| 第11話                                                     | 1998年9月15日 | 命を削る新しい命                                | 削減生命的新生活                | 田島大輔 | 20.9%  |
| 最終話                                                     | 1998年9月22日 | I FOR YOU…愛と命の輝きのために                  | 為了你…讓愛與生命更加閃耀       | 武内英樹 | 28.3%  |
| 平均收視率22.5% （收視率は関東地区・ビデオリサーチ社調べ） |               |                                                 |                                 |          |        |

## 製作團隊
- 劇本：浅野妙子
- 製作：小岩井宏悦
- 導演：武內英樹、田島大輔、岩本仁志、西浦匡規
- 音樂：S.E.N.S.（BMG JAPAN）

## 獎項
| 獎項                    | 名字                                   | 結果 |
| ----------------------- | -------------------------------------- | ---- |
| 最優秀作品賞            |                                        | 獲獎 |
| 編劇賞                  | 淺野妙子                               | 獲獎 |
| 導演賞                  | 武內英樹、田島大輔、岩本仁志、西浦匡規 | 獲獎 |
| 主演男優賞              | 金城武                                 | 獲獎 |
| 助演女優賞              | 深田恭子                               | 獲獎 |
| 主題歌賞：〈I for You〉 | 月之海                                 | 獲獎 |
| 卡司賞                  |                                        | 獲獎 |
| 片頭賞                  |                                        | 獲獎 |

## 作品的變遷
| 富士電視台系列 火九連續劇           | 富士電視台系列 火九連續劇                       | 富士電視台系列 火九連續劇 |
| ----------------------------------- | ----------------------------------------------- | ------------------------- |
|                                     | 神啊！請多給我一點時間 （1998.7.7 - 1998.9.22） |                           |
| WITH LOVE （1998.4.14 - 1998.6.30） | 大女生日記 （1998.10.13 - 1998.12.15）          |                           |